# Милованов, Игнатий Михайлович
Игна́тий Миха́йлович Милова́нов (годы жизни не установлены) — русский землепроходец XVII века, нерчинский сын боярский.

## Биография
С 1650-х годов служил в Забайкалье. В 1670 году, в чине казачьего десятника, возглавлял миссию в Пекин, направленную нерчинским воеводой в ответ на предложение правительства цинского Китая начать переговоры. Милованов должен был предложить императору Канси стать русским данником. Хорошо зная Забайкалье, Милованов выбрал новый путь в Пекин — «от Нерчинского острогу» он пошёл на юг, через горную полосу юго-восточного Забайкалья вышел к реке Аргунь, поднялся к реке Хайлар — верхнему течению Аргуни — и по её левому притоку Чжадуньхэ первым из европейцев перевалил через хребет Большой Хинган. Затем по долине реки Ял миссия спустилась к реке Нонни (Нуньцзян), притоку Сунгари. Здесь Милованов посетил кочевья монгольского племени торгочинов. В своём отчёте он подчеркнул, что торгочины — это «первые богдойские люди», встреченные им на пути от Нерчинского острога. Затем миссия повернула на юго-запад, и через юго-восточные районы Монголии, через Великую стену, достигла Пекина. Этот путь был намного короче Селенгинского, и при благоприятных обстоятельствах его преодолевали за полтора месяца (впоследствии он был узаконен Нерчинским договором 1689 года).
Милованову оказали пышный приём, и вскоре он вернулся в Нерчинск с ответной нотой, где император Канси сообщал, что намеревался воевать с Россией, но изменил планы. В 1671 году Милованов прибыл в Москву для передачи ноты.
В 1675 году сопровождал посольство Николая Спафария в Пекин. На этот раз он проложил трассу из Иркутска к реке Шилке, а также стал первым европейцем, прошедшим на юг, в Пекин, вдоль восточного склона хребта Большой Хинган (около 1200 км).
В 1681 году обследовал и детально описал долину реки Зеи и её притока Селемджи для выявления новых «пашенных мест» и изыскания возможностей ускорения хозяйственного освоения края русскими. Осмотрев лесостепную западную окраину Зейско-Буреинской равнины, Милованов рекомендовал её под пашню. Также он обследовал леса южной части Амурско-Зейского плато — по его мнению, пригодные для лесоразработок и сплава. У впадения Зеи в Амур Милованов выбрал место для закладки острога.
В 1684—1685 годах сопровождал в поездке в Москву тунгусского князя Гантимура с сыном.

## Документальные источники
- 1671 г. Расспросные речи в Сибирском приказе нерчинских служилых людей И. Милованова с товарищами о посольстве в Цинскую империю.
- 1682 г. Акты о походе на Зею и на Селинбу сына боярского Игнатья Милованова.
- 1684 г. Отписка Иркутскаго воеводы Ивана Власова к Енисейскому воеводе князю Константину Щербатову: об осмотре Нерчинским сыном боярским Игнатием Миловановым пашенных земель по рекам Шилке и Нерче, оказавшихся удобными для поселения на них крестьян.
- 1682 г. Отписка царю нерчинского воеводы Федора Воейкова о походе на Зею и на Селинбу сына боярского Игнатья Милованова.
- Наказная память нерчинскому сыну боярскому И. Милованову с товарищами, данная из Нерчинской приказной избы о поездке в пограничные города Цинской империи для предупреждения о посольстве Н. Г. Спафария. Памятники сибирской истории (9 ноября 1675). Дата обращения: 16 июля 2024. Архивировано 19 февраля 2014 года.